# Triumph Motor Company

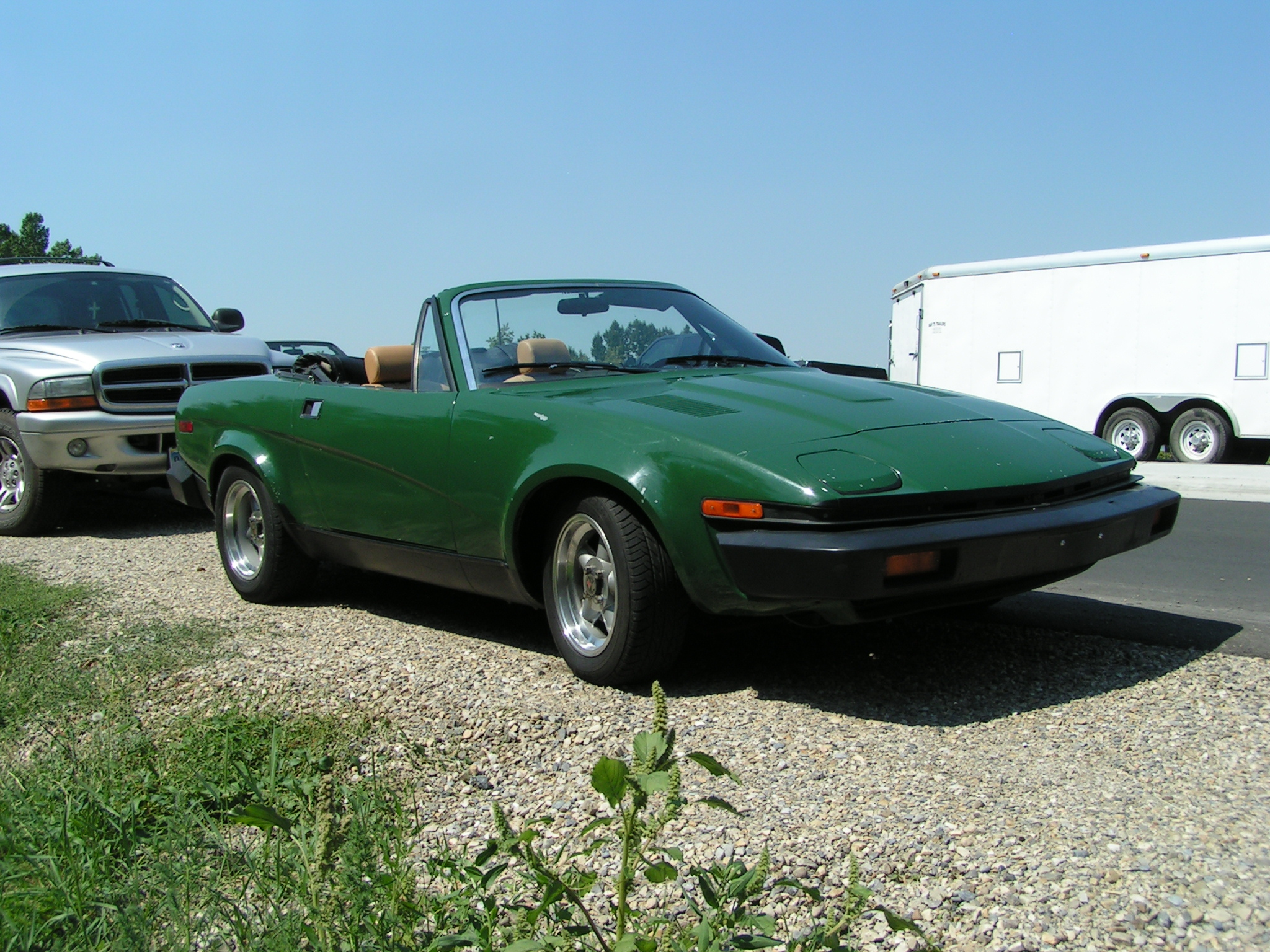
Triumph TR7

Triumph byla britská automobilka, kterou založili roku 1897 v Coventry dva němečtí přistěhovalci, Siegfried Bettmann a Moritz (Maurice) Schulte. Původně vyráběla jízdní kola a posléze motocykly. Charakteristické byly sportovní vozy z řady TR.
První motocykl vyrobili v roce 1902. Firma za první světové války dodala 30 000 motocyklů spojencům. Za druhé světové války to bylo dokonce už 50 000 kusů. V prosinci roku 1960 byla automobilka odkoupena společností Leyland Motors Ltd. V roce 1968 se Leyland Motors spojila s dalším velkým výrobcem automobilů British Motor Holdings. To byl začátek úpadku značky Triumph, která společně se značkou Morris nakonec přestala být v rámci divize Austin Rover Group v roce 1984 využívána a její poslední model Acclaim byl nahrazen modelem Rover 200. Dnes je značka Triumph ve vlastnictví BMW.

## Historie
Siegfried Bettmann opustil v roce 1883 rodný Norimberk a odcestoval do Anglie. Tam potkal dalšího německého rodáka Muritze Johanna Schulteho. Ten ho zaměstnal a později spolu v Coventry založili továrnu na výrobu jízdních kol. Později přešli na výrobu motocyklů a byli jejich největším světovým výrobcem do expanze japonských firem. První automobil byl vyroben v roce 1923. Firma během doby vystřídala několik majitelů. Nejvýraznější úspěchy zaznamenala ve vlastnictví Standard Motor Company sira Johna Blacka, který ji koupil v roce 1944. V roce 1946 uvedla firma hned 2 vozy – Triumph Roadster a Triumph Saloon. O tři roky později se představil malý automobil Triumph Mayflower, což byl první britský vůz se samonosnou karoserií. Navíc všechny vozy měly částečně sportovní charakter. Kvůli možným rizikům z převrácení při vyšších rychlostech bylo od výroby v roce 1953 upuštěno. v té době už běžela výroba sportovní řady TR. V roce 1959 se objevil Triumph Herald. Tento model přinesl řadu revolučních řešení a stal se velice úspěšným. Automobilka pak přešla na číselná označení označující objem motoru v ccm. K slovním názvům se automobilka vrátila až v roce 1973 s modelem Dolomite. Ten se stal i úspěšnou zbraní v závodech a rallye. Před krachem se automobilka zabývala výrobou vozu Triumph Acclaim, který byl postaven na základě společné koncepce s modelem Honda Ballade s několika menšími úpravami karoserie a odlišnou přední maskou.

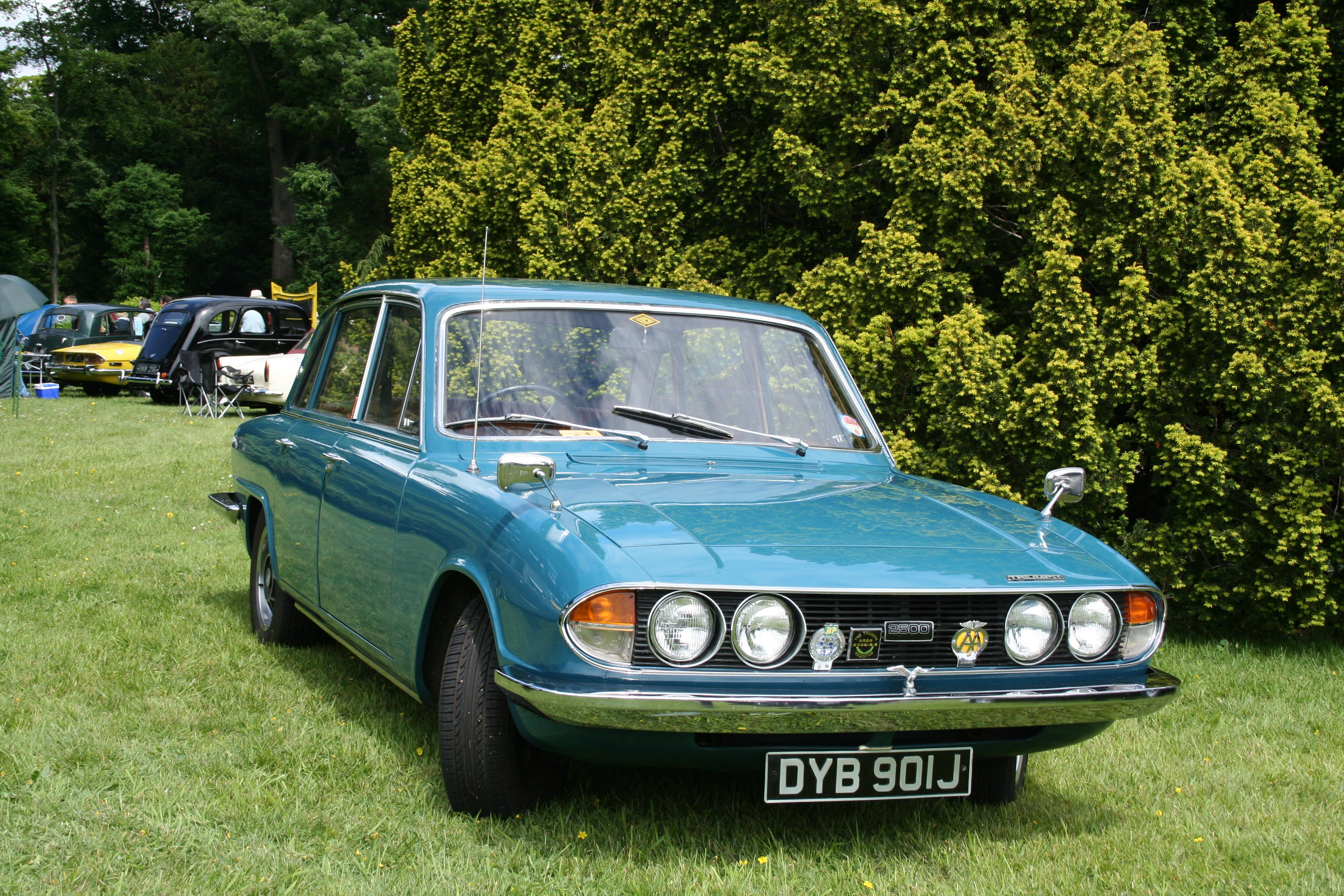
Triumph 2500